# Sylwester Tabor
Sylwester Adam Tabor (ur. 1 stycznia 1965 w Jędrzejowie) – polski inżynier, doktor habilitowany nauk rolniczych, profesor uczelni na Uniwersytecie Rolniczym im. Hugona Kołłątaja w Krakowie i jego rektor w kadencji 2020–2024.

## Życiorys
W 1989 ukończył studia z zakresu mechanizacji rolnictwa na Akademii Rolniczej im. Hugona Kołłątaja w Krakowie. Doktoryzował się w 1995 na uczelni macierzystej na podstawie rozprawy pt. Ocena postępu naukowo-technicznego w rolnictwie na przykładzie wybranych gospodarstw Polski południowej, której promotorem był prof. Józef Kowalski. Stopień naukowy doktora habilitowanego uzyskał w 2007 na AR w Krakowie w oparciu o pracę pt. Postęp techniczny a efektywność substytucji pracy żywej pracą uprzedmiotowioną w rolnictwie.
Od 1989 zawodowo związany krakowską Akademią Rolniczą, przekształconą następnie w Uniwersytet Rolniczy im. Hugona Kołłątaja w Krakowie, na którym w 2011 objął stanowisko profesora nadzwyczajnego, a w 2019 profesora uczelni. W latach 2008–2012 był prodziekanem Wydziału Inżynierii Produkcji i Energetyki. W latach 2012–2020 zajmował stanowisko prorektora krakowskiej uczelni do spraw dydaktycznych i studenckich. Od czerwca 2020 rektor Uniwersytetu Rolniczego im. Hugona Kołłątaja w Krakowie.
Specjalizuje się w ekonomice mechanizacji rolnictwa oraz organizacji i zarządzaniu w inżynierii rolniczej. Wypromował dwóch doktorów nauk rolniczych. W latach 2007–2011 był sekretarzem Polskiego Towarzystwa Inżynierii Rolniczej, a w 2012 członkiem Polskiej Komisji Akredytacyjnej.

## Odznaczenia
- Srebrny Krzyż Zasługi (2002)[5]
- Złoty Medal „Zasłużony dla Nauki Polskiej Sapientia et Veritas” (2023)[6]